# Luftangriffe auf Königsberg

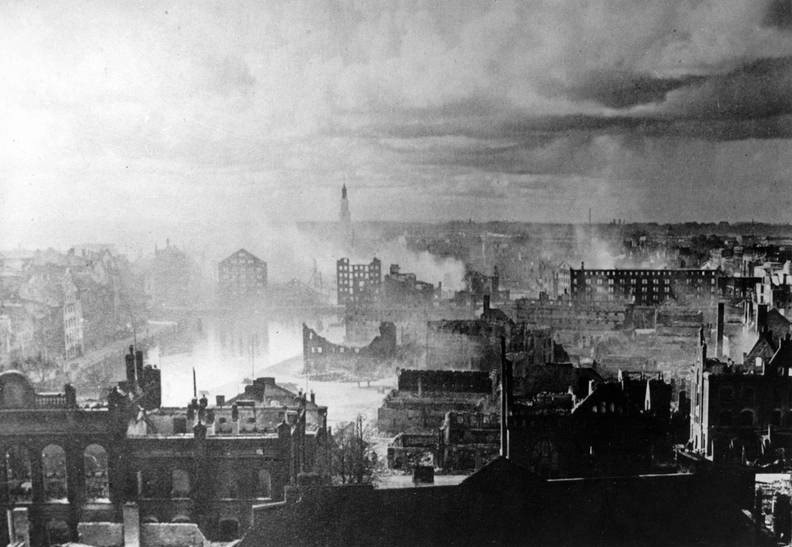
Königsberg Ende August 1944

Durch die britischen Luftangriffe auf Königsberg Ende August 1944 wurde Ostpreußens Provinzialhauptstadt zerstört, die Altstadt praktisch in Gänze. Mit solchen Bombardierungen war im Zweiten Weltkrieg nicht gerechnet worden. Königsberg schien außer Reichweite der alliierten Bomberflotten. Dass das eben nicht der Fall war, wollte die Royal Air Force beweisen. Zwei nächtliche Angriffe mit Brandbomben zerstörten die Innenstadt mit dem Königsberger Schloss, der Albertus-Universität und dem Königsberger Dom. Die Folge waren 5.000 Tote und 200.000 Obdachlose. Im Anflug auf Königsberg verletzten die britischen Bomber durch Überfliegen Schwedens neutrales Territorium. Im Winter 1945 folgte  in der Schlacht um Königsberg Artilleriebeschuss durch die Rote Armee.

## Sowjetische Luftangriffe 1941 bis 1943

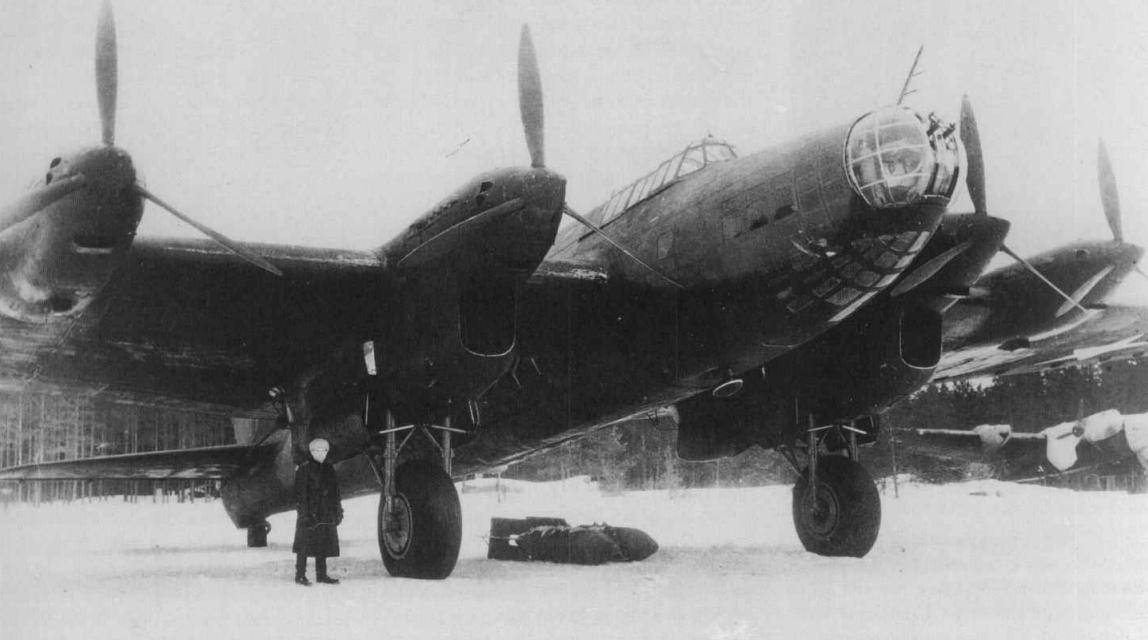
Sowjetischer Fernbomber Petljakow Pe-8

Unmittelbar nach dem deutschen Überfall auf die Sowjetunion wurde Königsberg in der Nacht vom 22. zum 23. Juni 1941 durch Fernbomber des Typs Iljuschin DB-3 der sowjetischen Luftstreitkräfte angegriffen, wobei die Kaianlagen und das Gaswerk Schäden erlitten. In der Nacht zum 29. August 1941 erfolgte ein weiterer Luftangriff gegen die Stadt, diesmal mit zwei viermotorigen Fernbombern des Typs Petljakow Pe-8 (TB-7). Der Bomber mit der Werknummer 4221 wurde hierbei von Kommandant I. S. Lisatschow gesteuert, die Maschine mit der Werknummer 4222 von Major Je. O. Fedorenko. Beide Maschinen gehörten zum Bestand des 432. Fernbombenfliegerregiments der 81. Fernbombenfliegerdivision. In der Nacht zum 1. September erfolgte ein weiterer Angriff dieses Regiments auf die Stadt, diesmal mit zwei TB-7 und zwei mittleren Fernbombern des Typs Jermolajew Jer-2. Die TB-7 hatten die Werknummern 42015 und 42055, wobei die erste Maschine von Oberstleutnant A. D. Alexejew und Navigator A. M. Lebedjew kommandiert wurde, die 42055 von Major M. M. Ugrjumow. Eine dritte TB-7 (Werknummer 4218 unter Major A. G. Dimitrijew) sollte ebenfalls Königsberg angreifen, gelangte aber nur bis nach Memel.
Im Juni 1942 erfolgten vier sowjetische Bombenangriffe, im August einer durch Marine-Flugzeuge der „Baltischen Rotbannerflotte“. Am 10./11. April und 29./30. April 1943 war Königsberg das Ziel weiterer sowjetischer Luftangriffe. Bei letztgenanntem Angriff wurde auch eine FAB-5000, die mit 5000 Kilogramm schwerste sowjetische Bombe des Zweiten Weltkriegs, durch eine Pe-8 des 746. DBAP der 45. AD abgeworfen. Bei diesen Angriffen gab es zahlreiche Gebäudeschäden und auch Opfer an Menschenleben, doch waren sie nicht vergleichbar mit den folgenden britischen Flächenangriffen im August 1944 und den sowjetischen Bombardements im April 1945.

## Die britischen Flächenbombardements im August 1944
Die britischen Luftkriegsstrategen hatten im Rahmen ihrer „Demoralisierungs-Bombardements“ die Großstadt Königsberg unter dem Decknamen „Blenny“ (Schleimfisch) im Visier. Zunächst war die Stadt jedoch durch die große Entfernung geschützt. Ein mögliches Nebenziel der dann im August 1944 durchgeführten schweren Luftangriffe auf Königsberg war es, Finnland zum Kriegsaustritt zu bewegen. Die Bombardements sollten angeblich demonstrieren, dass nun auch Helsinki für die RAF erreichbar sei.

### Erster Angriff

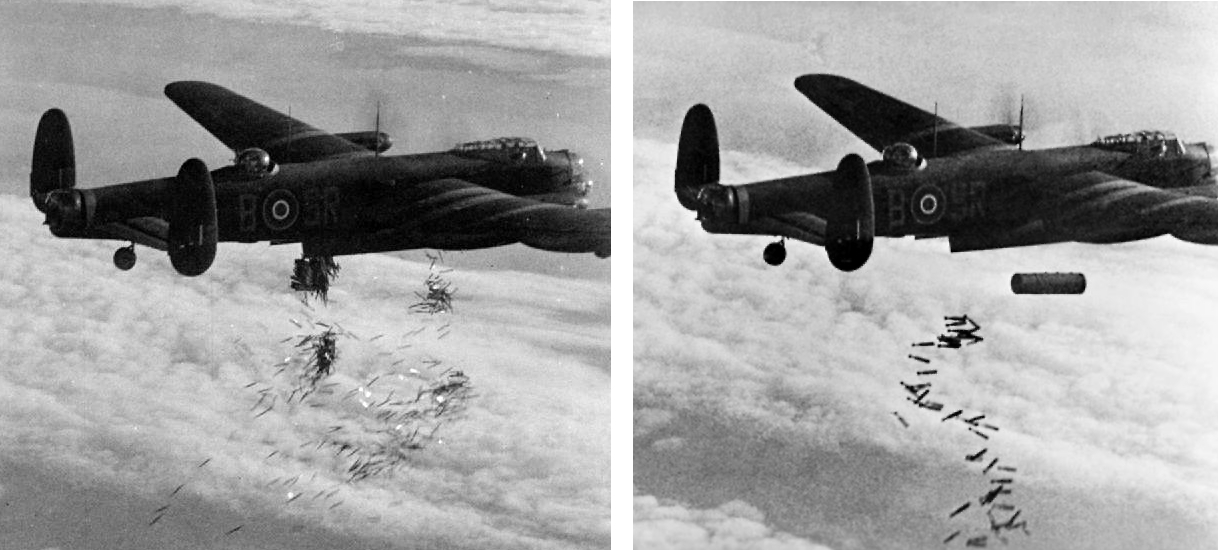
Britische schwere Avro Lancaster Bomber beim Bombenwurf auf Duisburg 1944: links Abwurf von Radartäuschmittel, danach Abwurf von Brandbomben und einer Luftmine Cookie (rechts)

In der Nacht vom 26. zum 27. August 1944 flog die 5. Bombergruppe der Royal Air Force mit britischen und kanadischen Besatzungen einen ersten massiven Angriff mit 174 viermotorigen Bombern des Typs Avro Lancaster, von denen vier nicht zurückkehrten. Die Maschinen waren 950 Meilen entfernt gestartet und über das deutsch besetzte Norddänemark sowie das neutrale Schweden geflogen. Somit an der Grenze ihrer Reichweite, waren sie mit „relativ geringer“ Bombenlast ausgestattet. Die meisten Bomben fielen im Nordosten der Stadt in Maraunenhof, zwischen Cranzer Allee, Herzog-Albrecht-Allee und Wallring. Weitere Schäden entstanden auf dem Tragheim, in Altroßgarten und im Südosten der Stadt. Besonders Wohngebäude, doch auch einige in diesem Gebiet liegende Wehrmachtsanlagen, wurden getroffen. Etwa 1.000 Tote waren zu beklagen, 10.000 Königsberger wurden obdachlos.

### Zweiter Angriff

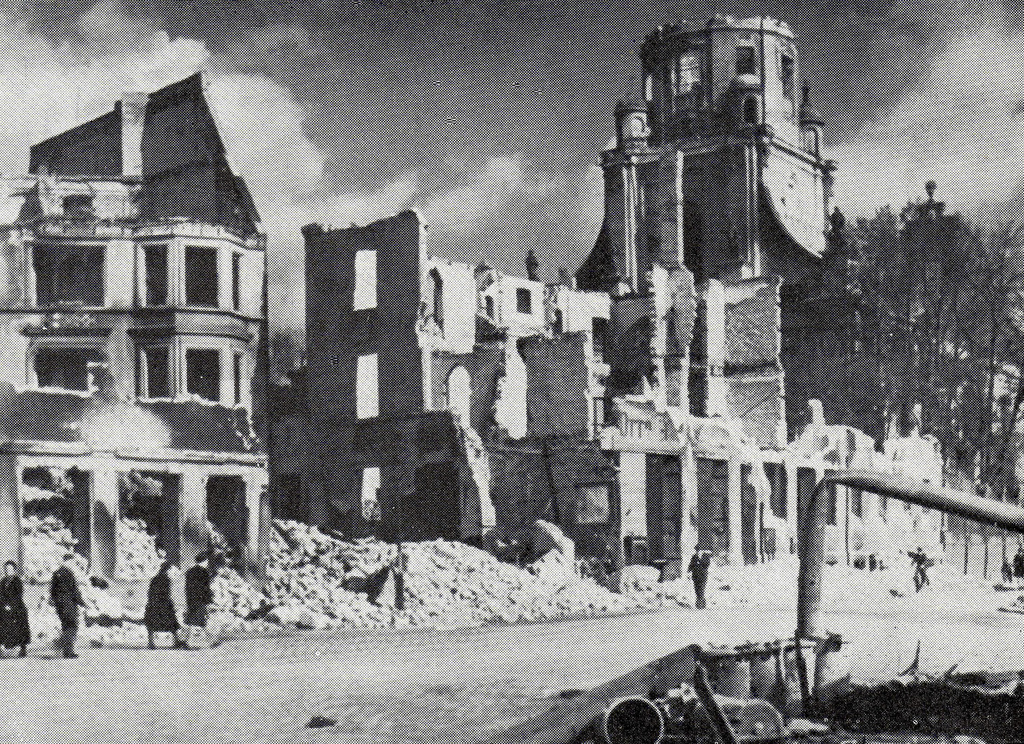
Propsteikirche nach britischen Bombardements 1944

Drei Tage später warfen 189 Lancaster der No. 5 Bomber Group von J. Woodroffe in der Nacht vom 29. zum 30. August insgesamt 480 Tonnen Bomben auf die Stadt ab, nachdem sie trotz Treibstoffmangels 20 Minuten lang auf eine Lücke in der Wolkendecke gewartet hatten. Deutsche Nachtjäger schossen 15 Lancaster-Bomber ab; dies entsprach ca. 8 % der Angreifer. Das britische Bomber Command schätzte, dass 41 % der Wohnungen und 20 % der Industrie von Königsberg zerstört wurden.

### Folgen der Luftangriffe
Die dicht bebauten historischen Innenstadtteile Altstadt, Löbenicht und Kneiphof wurden durch Spreng- und Brandbomben fast vollständig in Schutt und Asche gelegt. Zur britischen Strategie gehörte dabei die Schaffung eines Feuersturms, der eine Flucht aus den Kellern unmöglich machte. Feuerwehr und Luftschutz waren machtlos. Zerstört wurden sämtliche historischen Gebäude mit ihrer unersetzlichen Ausstattung, der Dom und zwölf weitere Kirchen, das Schloss, die alte und die neue Universität mit vielen Instituten und Kliniken, das Kneiphöfsche Rathaus (das seit 1927 das Stadtgeschichtliche Museum war), das Opernhaus, die Staats- und Universitätsbibliothek, das malerische Speicherviertel, Zeitungsgebäude, die seit 1722 bestehende Buchhandlung Gräfe und Unzer und etwa die Hälfte aller Schulen. Vernichtet wurden die Geburtshäuser von Johann Georg Hamann, E. T. A. Hoffmann, Eduard von Simson und Hermann Goetz und das Haus in der Löbenichtschen Langgasse, in dem Heinrich von Kleist gewohnt hatte und den „Zerbrochenen Krug“ vollendete. Etwa 200.000 Königsberger wurden durch die Bombenangriffe obdachlos und in der Umgebung der Stadt in Notquartieren untergebracht. Die Zahl der Toten wird auf über 5.000 geschätzt. Die Opfer wurden in Massengräbern beerdigt. Getroffen wurden hauptsächlich zivile Wohnhäuser.

### Die Verletzung der schwedischen Neutralität
Bei beiden Angriffen im August 1944 überquerten die zusammen 360 schweren britischen Bomber auf dem Hin- und Rückflug die schwedische Provinz Schonen. Sieben von der deutschen Luftabwehr angeschossene britische Maschinen stürzten dabei über schwedischem Territorium ab, und ein beschädigtes Flugzeug führte eine Notlandung durch. Im Auftrag des schwedischen Außenministeriums protestierte die schwedische Botschaft in London gegen die offensichtliche schwere Verletzung der Neutralität des Landes.

## Sowjetische Luftangriffe im Kampf um Königsberg 1945

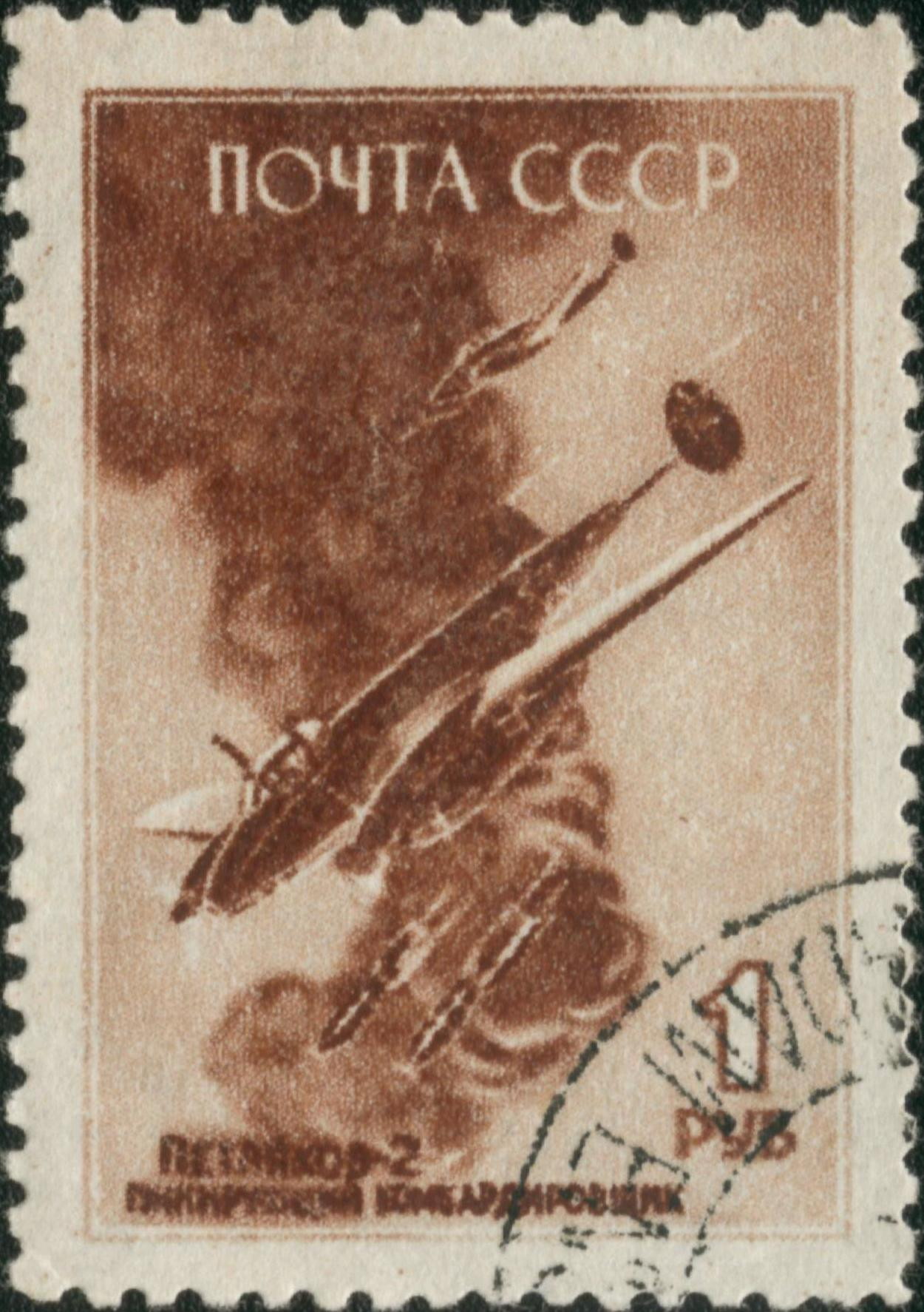
Sowjetisches Mehrkampfflugzeug Petljakow Pe-2

Die Schlacht um Königsberg führte 1945 zu weiteren schweren Zerstörungen in Königsberg. Anfang April 1945 war ein Drittel der sowjetischen Luftstreitkräfte auf das Gebiet Königsberg konzentriert und führte pausenlose Bomben- und Tiefflieger-Angriffe auf die Stadt durch. Eine deutsche Jagdabwehr existierte nicht mehr, die Flak war in Erdkämpfen gegen sowjetische Panzer eingesetzt. Schwer in Mitleidenschaft gezogen wurden nun auch die Stadtteile aus dem 19. und 20. Jahrhundert sowie die Vorstädte. Die Zerstörungen waren jedoch nicht so flächendeckend wie im August 1944 in der Innenstadt.
Während der ersten Zeit der anschließenden sowjetischen Besatzung wurde noch vorhandene Bausubstanz teilweise absichtlich durch Abbrennen zerstört.

## Bilder

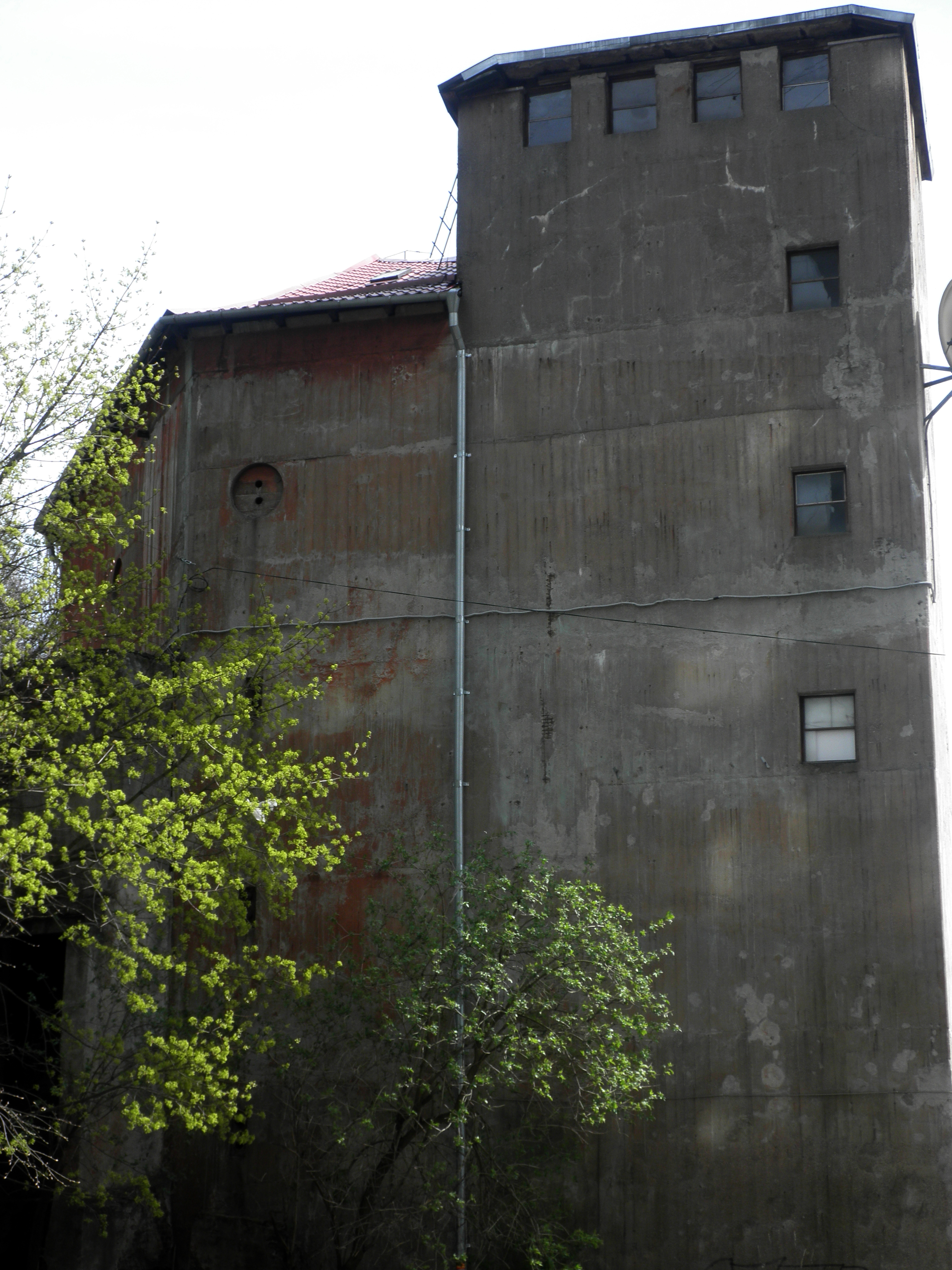
Luftschutz-Hochbunker aus Zweitem Weltkrieg in Königsberg (2015)
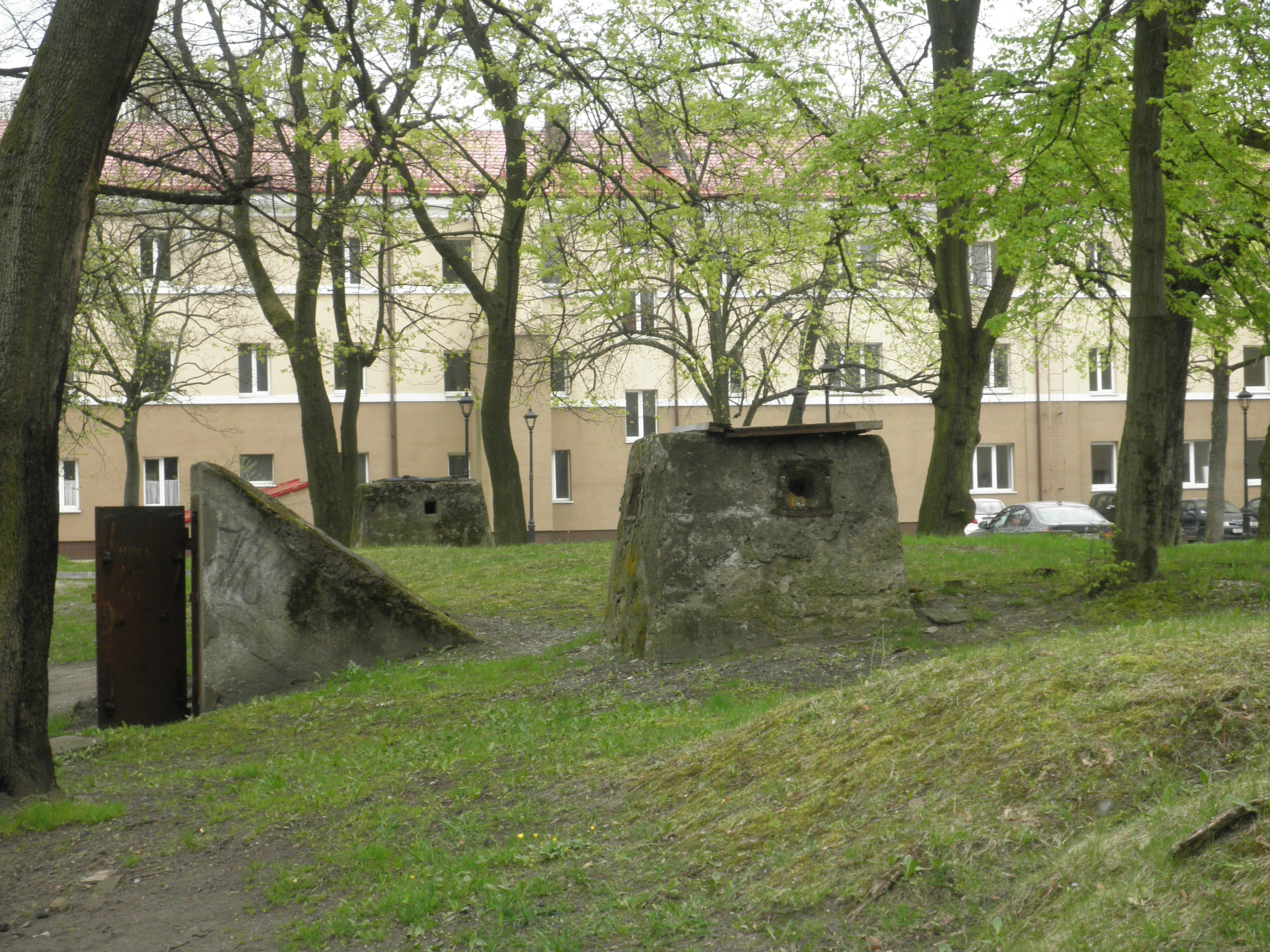
Luftschutzbunker aus Zweitem Weltkrieg in Königsberg (2014)
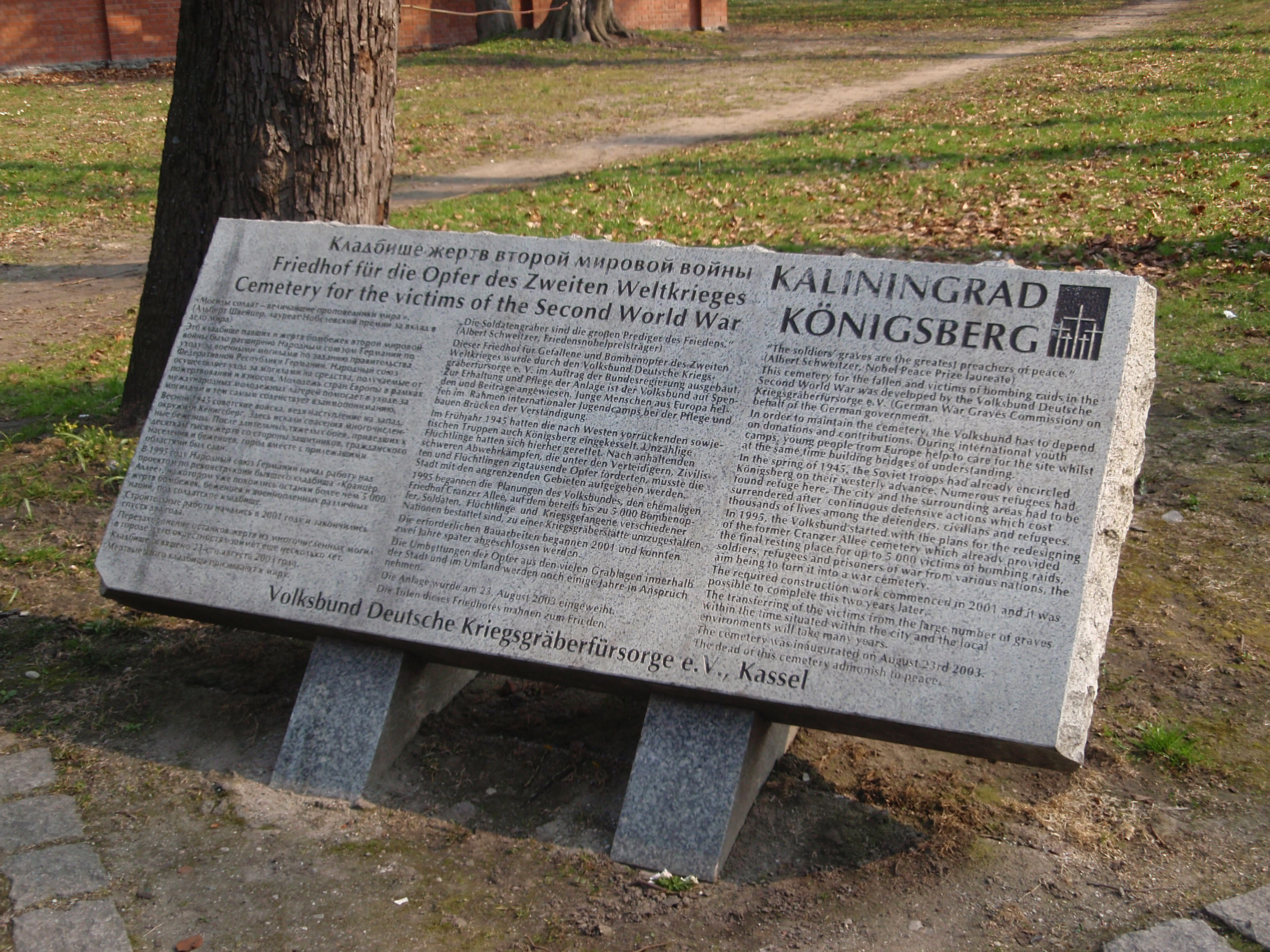
Friedhof Cranzer Allee in Königsberg, auch mit Tausenden von Bombenopfern
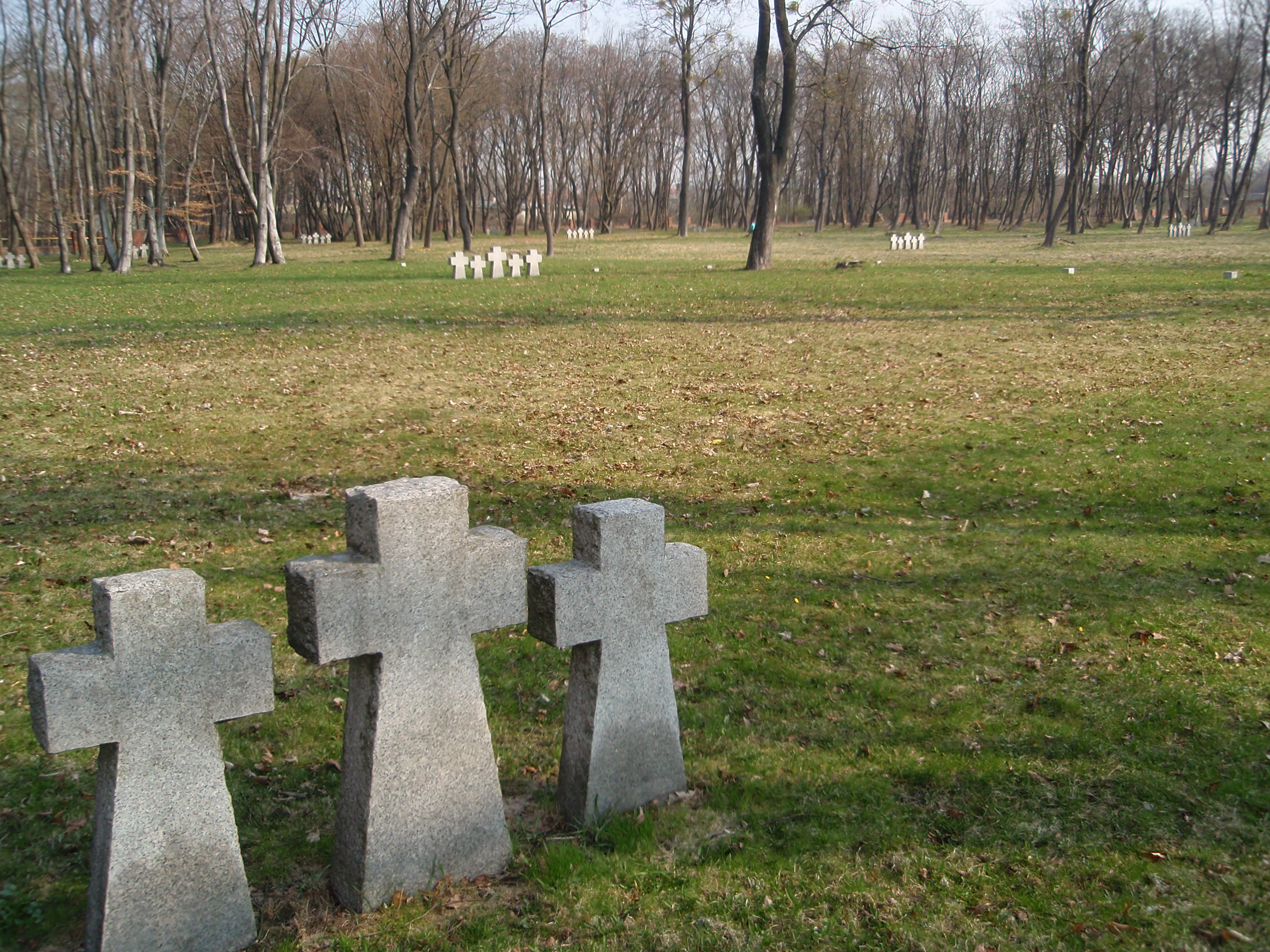
Friedhof Cranzer Allee in Königsberg, mit Bombenopfern